# ريان لويد
ريان لويد (بالإنجليزية: Ryan Lloyd)‏ (1 فبراير 1994 المملكة المتحدة - ) هو لاعب كرة قدم بريطاني يلعب كلاعب وسط.

## روابط خارجية
- ريان لويد على موقع قاعدة بيانات كرة القدم.إي يو (الإنجليزية)
- ريان لويد على موقع Soccerbase.com (لاعب) (الإنجليزية)
- ريان لويد على موقع Soccerway.com (الإنجليزية)